# Wysokie (województwo lubuskie)
Wysokie – wieś w Polsce położona w województwie lubuskim, w powiecie zielonogórskim, w gminie Czerwieńsk.
W latach 1975–1998 miejscowość należała administracyjnie do województwa zielonogórskiego.

## Nazwa
W 1295 w kronice łacińskiej Liber fundationis episcopatus Vratislaviensis (pol. Księga uposażeń biskupstwa wrocławskiego) miejscowość wymieniona jest w zlatynizowanej formie Wysoke.